# Strange Affair
Strange Affair è il sedicesimo album in studio del gruppo rock inglese Wishbone Ash, pubblicato nel 1991.
Si tratta del primo album senza il batterista Steve Upton e dell'ultimo in studio con Martin Turner e Ted Turner.

## Tracce
1. Strange Affair – 4:19
2. Wings of Desire – 3:51
3. Renegade – 3:55
4. Dream Train – 5:00
5. Some Conversation – 4:18
6. Say You Will – 4:07
7. Rollin' – 3:56
8. You – 3:51
9. Hard Times – 3:03
10. Standing in the Rain – 5:38

## Formazione
- Martin Turner - basso, voce, tastiere
- Andy Powell - chitarra, voce
- Ted Turner - chitarra, voce
- Ray Weston - batteria
- Robbie France - batteria